# 埼玉県立浦和商業高等学校
埼玉県立浦和商業高等学校（さいたまけんりつ うらわしょうぎょうこうとうがっこう）は、埼玉県さいたま市南区白幡に所在する公立の商業高等学校。通称は、「浦商」。

## 部活動
運動部
剣道部（男女）、サッカー部（男）、水泳部（男女）、ソフトボール部（女）、卓球部（男女）、ダンス部（男女）、硬式テニス部（男女）、バスケットボール部（女）バドミントン部（女）バレーボール部（女）、ハンドボール部（男）、ボート部（男女）、硬式野球部（男）、陸上競技部（男女）、アウトドア部（男女）
文化部
華道部、茶道部、珠算部、吹奏楽部、書道部、新聞部、箏曲部、電脳部、OA部、放送部、簿記部、演劇部、ギター部、太鼓部、漫画研究部、映画研究部、生徒会

## 概要
生徒数は男子約365名・女子約429名の計794名（2023年4月現在）
なお、定時制は2004年度より募集を停止、2007年度末で廃校となった。これは、埼玉県立戸田高等学校（全日制）、埼玉県立与野高等学校（定時制）、
埼玉県立蕨高等学校（定時制）との合併によって、2005年度より、3部制（パレットスクール）の埼玉県立戸田翔陽高等学校として再スタートしたからである。廃校前は、在校生などによる反対運動がおこなわれていた。

## 進路・資格
近年の卒業後の進路は就職が最も多く約35％、専門学校へは約30％、大学進学は約25％程度。
平成23年度の検定合格実績は、応用情報技術者試験1名、ITパスポート試験3名、日商簿記検定（1級0名・2級10名）など。
そのほかの多くは、全国商業高等学校協会主催の簿記検定・ワープロ検定・情報処理検定・電卓検定などが多い。

## 校風・教育目標
- 校風
  - 「自主・自律」
  - 一人ひとりの社会性や責任感を育てるため、様々な学校行事を生徒が主体となって行っている。
- 教育目標
  - 個性を尊重し、真理を求め、自ら学ぶ意欲と未来を切り拓く能力を育てる。

## 学校行事
行事のほとんどを、生徒が企画・運営する。
- 4月 遠足
- 6月 体育祭
- 7・12月 球技大会
- 9・10月 文化祭
- 10月　修学旅行
- 11月 強歩大会
- 11月 芸術鑑賞会
- 2月 予餞会

### 球技大会
12月の学期末に行われる。男子はバスケットボール、女子はドッジボールまたはハンドボール、ミニサッカー等（その時によって異なることが多い）。また、ここ数年間は男子はフットサル、女子はドッジボールと種目が固定されつつある。

### 文化祭（浦商祭）
各クラスや部活動などの団体が、模擬店やアトラクションとして出店する。また、有志団体として部活動や友人同士の集まりでグループを結成し、バンドやダンスなどをステージで発表する。

### 強歩大会
戸田市の彩湖の周回道路（1週約5km）を男子は3週（約15km）、女子は2週（約10km）走る。2003年度から始まったが、2004年度の第2回までは男子も2週（約10km）であった。

### 修学旅行
生徒からアンケートをとり、最も多かった観光地が行き先として決まる。それにより、その年度により実施月や行き先が異なる。主に、「北海道」・「沖縄」の2つの中から選ばれる。

## 著名な出身者
- 五十嵐隆夫 - 第6代週刊少年マガジン編集長、講談社専務取締役
- 清水孝夫 - 元モスフードサービス社長
- 下嶋正雄 - 元日東富士製粉社長、元製粉協会会長
- 陶隆司 - 俳優
- 如月なつき - 音楽家
- 川崎龍一 - 俳優（萩本企画所属）
- 染宮修支 - 定時制卒、元プロ野球選手（ヤクルトスワローズ所属）
- 石川勝夫 - 政治家、元蓮田市長
- 大成正雄 - 政治家、新自由クラブ衆議院議員、旧制浦和商業学校卒。

## 交通アクセス
- JR東日本各線「浦和駅」および「武蔵浦和駅」より徒歩15分[2]